# Ness City (Kansas)
Ness City é uma cidade localizada no estado americano de Kansas, no Condado de Ness.

## Demografia
Segundo o censo americano de 2000, a sua população era de 1534 habitantes.
Em 2006, foi estimada uma população de 1299, um decréscimo de 235 (-15.3%).

## Geografia
De acordo com o United States Census Bureau tem uma área de
2,7 km², dos quais 2,7 km² cobertos por terra e 0,0 km² cobertos por água. Ness City localiza-se a aproximadamente 687 m acima do nível do mar.

## Localidades na vizinhança
O diagrama seguinte representa as localidades num raio de 32 km ao redor de Ness City.